# Яворнишкий Ровт
Яворнишкий Ровт (словен. Javorniški Rovt) — поселення в общині Єсеніце, Горенський регіон, Словенія. Висота над рівнем моря: 962 м.